# Войсковые части донского казачества

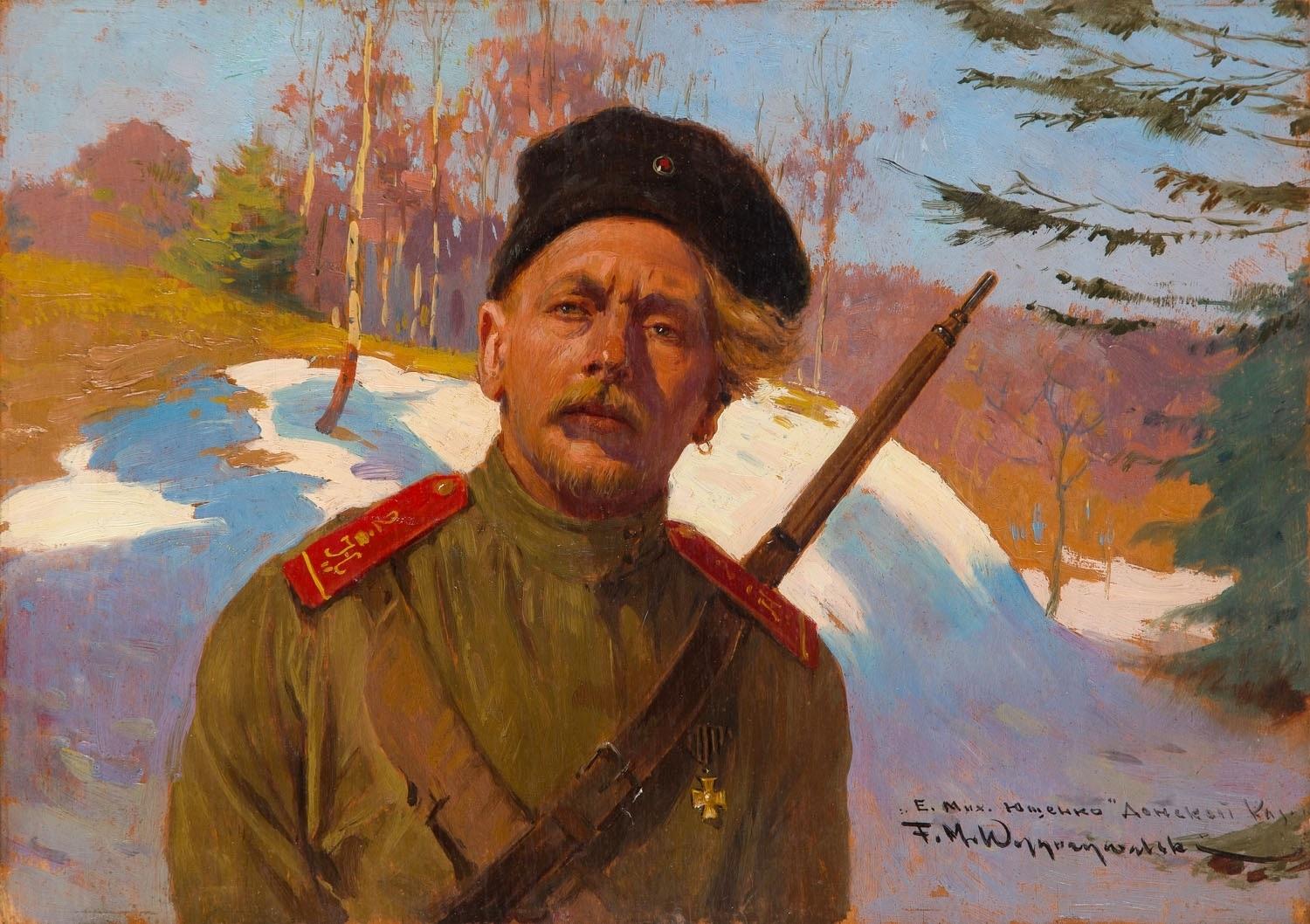
Портрет казака 2-го Донского полка эпохи Первой мировой войны

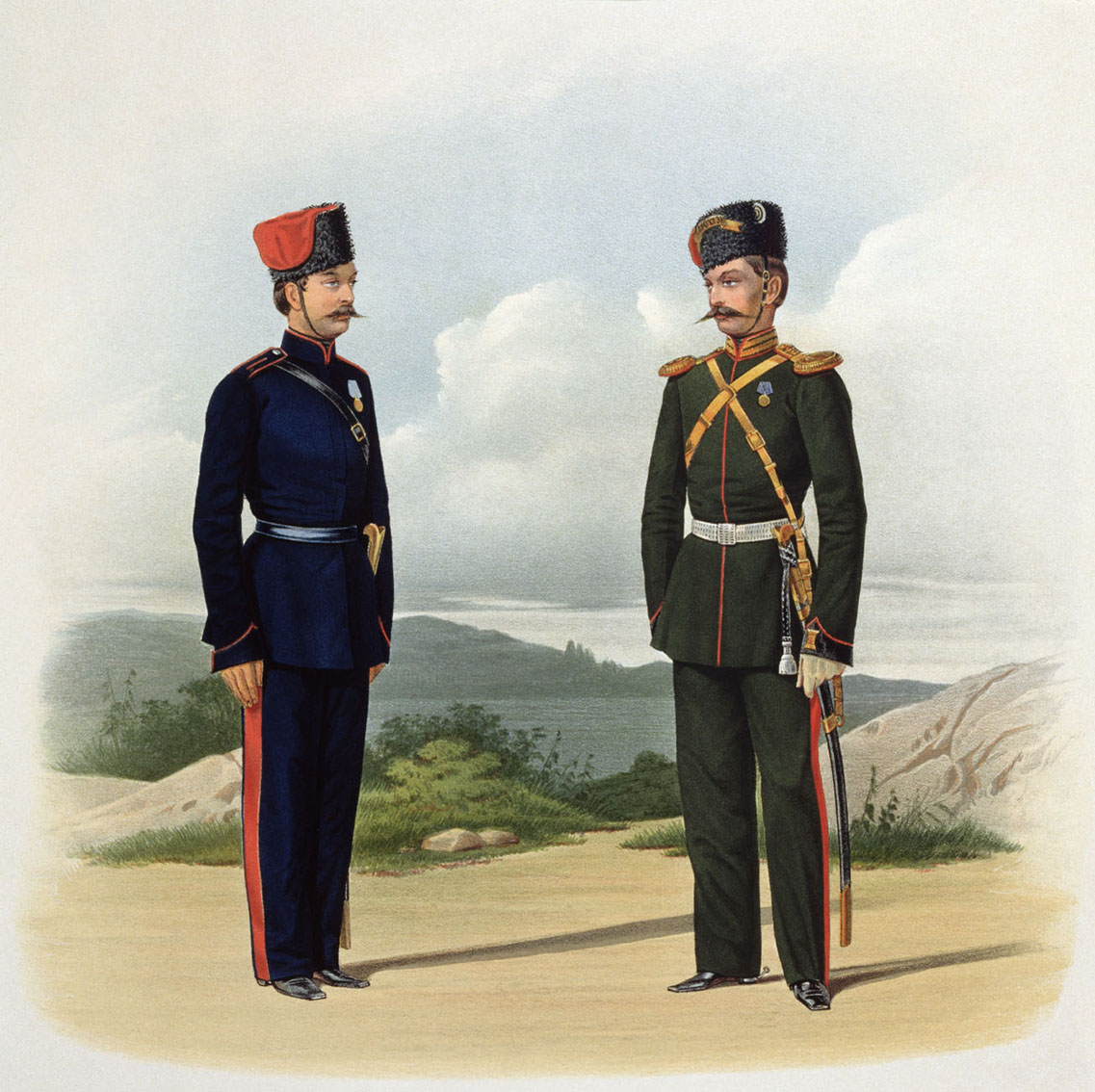
Пиратский К. К. Казак Донского Войска и Обер-Офицер Донской Конно-Артиллерийской № 2 батареи. 1862 г.

Войсковые части донского казачества — казачьи полки и другие регулярные военные формирования донских казаков.

## История
Регулярным полкам донского казачества предшествовал период казачьей вольницы, когда казаки лишь во время военных походов формировали полки, а затем возвращались в свои станицы. Так атаман Краснощёков (1672—1742) ещё в правление Петра I участвовал в Персидском походе.
В 1775 году одним из первых на постоянной основе был создан Атаманский лейб-гвардии полк, набранный Алексеем Иловайским (1735—1797) из донских казаков, отличившихся при подавлении Пугачёвщины. В атаманском полку начинали свою карьеру будущие казачьи генералы Власов (1767—1848) и Жиров (1765—1829), которые впоследствии сформировали свои собственные казачьи полки. Племянник Алексея Иловайского Павел Иловайский (1765—1811) сформировал в 1806 году особый полк донских казаков для участия в войне Четвёртой коалиции.
Отечественная война 1812 года и последующие Заграничные походы привели к массовому формированию донских казачьих полков, которые впоследствии были распущены. Однако впоследствии была установлена преемственность между казачьими формированиями времён Отечественной войны 1812 года и регулярными нумерными полками. Так полк Жирова (участника Бородинского сражения) считался предшественником 4-го Донского полка.
В Русско-турецкой войне 1877—1878 гг. участвовало 53 донских казачьих полка.

## Состав
В Отечественной войне 1812 года участвовало около 50 донских казачьих полков общей численностью 60 тыс. человек, а в Первую мировую войну уже 60 полков численностью до 100 тыс. человек. Таким образом, в среднем один казачий полк состоял из 1500 человек. Помимо офицеров и строевых, при полках имелись писари, каптенармусы, священники, фельдшеры, трубачи, ветеринары, вестовые, кузнецы.

## Структура
Казачий полк обыкновенно входил в состав кавалерийской дивизии и делился на сотни (около 6), которые дислоцировались по станицам одного округа. Сотни делились на две полусотни, а те из взводов. Соответственно полк возглавлял полковник, сотню — есаул, полусотню — хорунжий, а взвод — урядник. Полк мог быть размещен в одной казарме.

## Символика
Каждый полк имел отдельное полковое знамя. Обычно флаги донских полков имели синий цвет, красную кайму, образ Спас Нерукотворный и надпись С нами Бог. Однако 17-й Донской полк имени Бакланова имел чёрное полотнище с серебристым черепом и надпись по кругу "Чаю воскресения мертвых и жизни будущего века". Также на полковых знаменах мог изображаться двуглавый орел (чёрный), архангел Михаил, вензель императора, крест (красный или золотой) и восьмиконечные звезды.

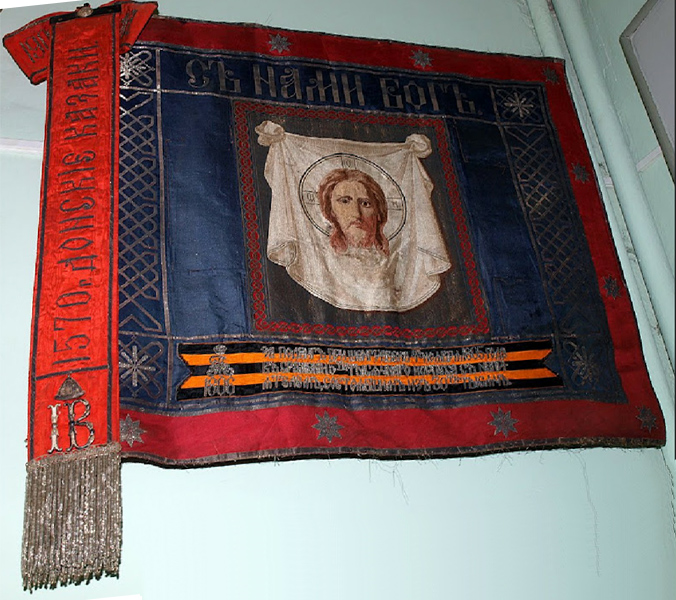
Знамя 5-го донского казачьего полка (1912)

## Названия
Полки имели нумерацию и именовались в честь известных русских полководцев таких как Власов (5-й), Бакланов (17-й), Денисов (7-й), Дячкин, Ефремов, Ермак Тимофеевич (3-й), Жиров, Иловайский (8-й), Краснов, Краснощеков (6-й), Кутузов (13-й), Луковкин (10-й), Орлов-Денисов (9-й), Платов (4-й), Суворов (1-й), Сысоев (2-й) и др.

## Обмундирование
В обмундировании сохранялось сочетание синих и красных цветов. Мундиры, чекмени и погоны были темно-синие, а лампасы, верх папахи, околыши, выпушки на погонах и клапаны шинели алые.

## Список полков
1-й Донской казачий генералиссимуса князя Суворова полк. Выделен в 1874 году, откомандирован в Москву (Николаевские казармы). Комплектовался из казаков Хоперского округа. В 1875 году получил номер 1 (эта алая цифра изображалась на погонах). Имя Суворова носит с 1901 года. C 18.10.1915 шифровка изменена на «1.Д.». С 1916 года переименован в 1-й Донской казачий Его Императорского Величества полк и введён вензель Николая II: у офицеров — золотой, а у нижних чинов — белой краской. В апреле 1917 года вензель заменён на старый «1.Д.». На головных уборах знаки отличия «За отличіе въ сражении при Шейново 28 Декабря 1877 года». На воротниках и обшлагах мундира — одинарные белевые петлицы. 1850.19.3. Знамя за отличие образца 1831. Полотнище — темно-синее, медальоны — красные, шитье — золотое. Навершие образца 1816 (Арм.). Древко — чёрное. «За отличный подвигъ / при усмиреніи / Трансильваніи / въ 1849 году».

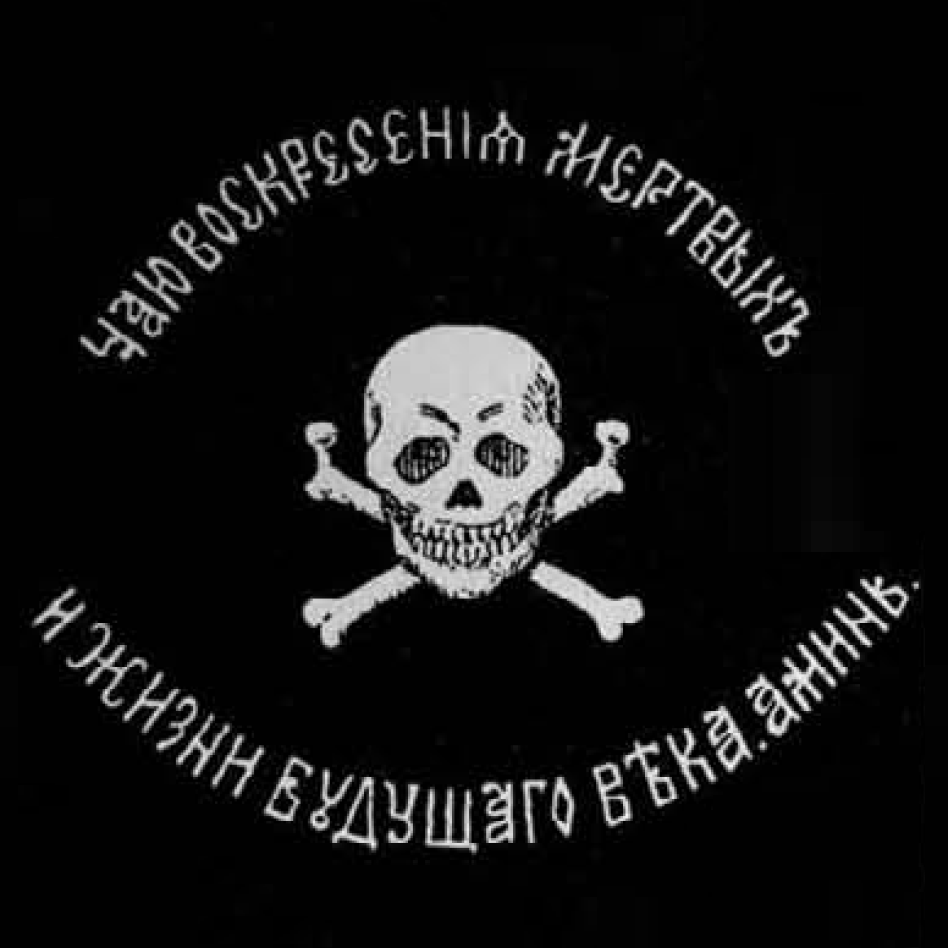
Флаг 17-го донского казачьего полка имени Бакланова

2-й Донской казачий Сысоев полк. Выделен в 1875 году, откомандирован в Августов (Сувалкская губерния). Формировался из казаков станиц: Романовской, Кумшацкой, Цимлянской, Терновской, Филипповской, Баклановской, Чертковской, Нижне-Курмоярской, Иловайской, Кутейниковской, Ново-Алексеевской 1-го Донского округа. Шифровка на погонах — алая «2.» С 1914 года переименован во 2-й Донской казачий Его Императорского Высочества Наследника Цесаревича полк и введён вензель цесаревича: у офицеров — золотой, у нижних чинов — белой краской. В апреле 1917 года вензель заменён на старый «2.Д.». На воротниках и обшлагах мундира — одинарные белевые петлицы. 1908.9.8. Георгиевское юбилейное знамя образца 1900. Полотнище — темно-синее, кайма — алая, шитье — золотое. Навершие образца 1867 (Г.Арм.) высеребренное. Древко чёрное. «За подвигъ при Шенграбенъ 4 Ноября 1805 года въ сраженіи 5ти тысячнаго корпуса съ непріятелемъ состоявшимъ изъ 30ти тысячь» (на отр. Георгиевской ленты). «1570-1807-1907». Спас Нерукотворный. Александровская юбилейная лента «1907 года».
3-й Донской казачий Ермака Тимофеича полк. Выделен в 1875 году, откомандирован в Вильно. Шифровка на погонах — алая «3.» С 18.10.1915 шифровка изменена на «3.Д.». На воротниках и обшлагах мундира — одинарные белые петлицы. 1908.9.8. Георгиевское юбилейное знамя образца 1900. Полотнище темно-синее, кайма алая, шитье золотое. Навершие образца 1867 (Г.Арм.) высеребренное. Древко чёрное. «За подвигъ при Шенграбенъ 4 Ноября 1805 года въ сраженіи 5ти тысячнаго корпуса съ непріятелемъ состоявшимъ изъ 30ти тысячь» (на отр. Георгиевской ленты). «1570-1807-1907». Спас Нерукотворный. Александровская юбилейная лента «1907 года». Именно в 3-м Донском казачьем Ермака Тимофеевича полку служил знаменитый Козьма Фирсович Крючков, которого называют первым русским героем Первой мировой войны.
4-й Донской казачий графа Платова полк. Выделен в 1875 году, откомандирован в Щучин (Ломжинская губерния). Комплектовался из казаков из казаков среднедонских станиц: Иловлинской, Усть-Белокалитвинской, Старогригорьевской, Сиротинской, Милютинской, Трехостровской, Качалинской, Голубинской, Пятиизбянской, Верхнечирской. Шифровка на погонах — алая «4.» С 18.10.1915 шифровка изменена на «4.Д.». На воротниках и обшлагах мундира — одинарные белые петлицы. 1912.26.8. Георгиевское юбилейное знамя образца 1900. Полотнище темно-синее, кайма алая, шитье золотое. Навершие образца 1867 (Г.Арм.) высеребренное. Древко чёрное. «За отличную храбрость и пораженіе непріятеля въ Отечественную войну 1812 года Донскому Жирова полку» (на отр. Георгиевской ленты). «1570-1812-1912». Спас Нерукотворный. Александровская юбилейная лента «1912 года». Осенью 1916 года полк переброшен с фронта в Петроград на «отдых» и разместился в Гвардейских казармах на Обводном канале близ Александро-Невской лавры.
5-й Донской казачий Войскового Атамана Власова полк. Выделен в 1875 году, откомандирован в Велюнь (Калишская губерния), а затем в Саратов. Шифровка на погонах — алая «5.» С 18.10.1915 шифровка изменена на «5.Д.». На воротниках и обшлагах мундира — одинарные белые петлицы. 1912.26.8. Георгиевское юбилейное знамя образца 1900. Полотнище темно-синее, кайма алая, шитье золотое. Навершие образца 1867 (Г.Арм.) высеребренное. Древко чёрное. «За отличную храбрость и пораженіе непріятеля въ Отечественную войну 1812 года Донскому Власова-3го полку» (на отр. Георгиевской ленты). «1570-1812-1912». Спас Нерукотворный. Александровская юбилейная лента «1912 года».
6-й Донской казачий Генерала Краснощёкова полк. Дислоцирован в Плоцкой губернии (Прасныш). Шифровка на погонах — алая «6.» С 18.10.1915 шифровка изменена на «6.Д.». На воротниках и обшлагах мундира — одинарные белые петлицы. 1912.26.8. Георгиевское юбилейное знамя образца 1900. Полотнище темно-синее, кайма алая, шитье золотое. Навершие образца 1867 (Г.Арм.) высеребренное. Древко чёрное. «За отличную храбрость и пораженіе непріятеля въ Отечественную войну 1812 года Донскому Иловайского-11го полку» (на отр. Георгиевской ленты). «1570-1812-1912». Спас Нерукотворный. Александровская юбилейная лента «1912 года».
7-й Донской казачий Войскового Атамана Денисова полк. Выделен в 1875 году и откомандирован в Николаев (Херсонская губерния). Комплектовался из казаков станиц: Грушевской, Кривянской, Новочеркасской, Аксайской, Александровской, Ольгинской, Гниловской, Хомутовской, Кагальницкой, Мечетинской, Владимирской Черкасского и Ростовского округов. Шифровка на погонах — алая «7.» С 18.10.1915 шифровка изменена на «7.Д.». На воротниках и обшлагах мундира — одинарные белые петлицы. 1912.26.8. Георгиевское юбилейное знамя образца 1900. Полотнище темно-синее, кайма алая, шитье золотое. Навершие образца 1867 (Г.Арм.) высеребренное. Древко чёрное. «За отличную храбрость и пораженіе непріятеля въ Отечественную войну 1812 года Донскому Грекова-18го полку» (на отр. Георгиевской ленты). «1570-1812-1912». Спас Нерукотворный. Александровская юбилейная лента «1912 года». Юбилейная лента — в Бородинском музее.
8-й Донской казачий Генерала Иловайского 12-го полк. Дислоцирован в Одессе. Шифровка на погонах — алая «8.» С 18.10.1915 шифровка изменена на «8.Д.». На головных уборах знаки отличия «За отличиіе в Турецкую войну 1877—1878 годов». На воротниках и обшлагах мундира — одинарные белые петлицы. 1914.26.8. Георгиевское юбилейное знамя образца 1900. Полотнище темно-синее, кайма алая, шитье золотое. Навершие образца 1867 (Г.Арм.) высеребренное. Древко чёрное. «Храброму Донскому Дячкина полку» (на отр. Георгиевской ленты). «1570-1814-1914». Спас Нерукотворный. Александровская юбилейная лента «1914 года».
9-й Донской казачий Генерал-Адъютанта графа Орлова-Денисова полк. Дислоцирован в Краснике Люблинской губернии. Шифровка на погонах — алая «9.» С 18.10.1915 шифровка изменена на «9.Д.». На головных уборах знаки отличия «За отличиіе в Турецкую войну 1877—1878 годов». На воротниках и обшлагах мундира — одинарные белые петлицы. Георгиевское юбилейное знамя образца 1900. Полотнище темно-синее, кайма алая, шитье золотое. Навершие образца 1867 (Г.Арм.) высеребренное. Древко чёрное. «Въ воздаяніе отличныхъ подвиговъ, оказанныхъ въ сраженіяхъ въ минувшую войну противъ Французовъ при Краонъ и Лаонъ» (на отр. Георгиевской ленты). «1570-1814-1914». Спас Нерукотворный. Александровская юбилейная лента «1914 года».
10-й Донской казачий Генерала Луковкина полк. Дислоцирован в Замостье Люблинской губернии. Пополнялся станицами Донецкого округа. Шифровка на погонах — алая «10.» С 18.10.1915 шифровка изменена на «10.Д». На воротниках и обшлагах мундира — одинарные белые петлицы.
9 ноября генерал Краснов прибыл в Великие Луки, где находились в это время эшелоны 10-го Донского казачьего полка, родного полка командующего корпусом, многие из которых были друзьями генерала и были им воспитаны. Один из адъютантов генерала Краснова предложил как наиболее безопасный для Петра Николаевича вариант отправиться ему домой, на Дон вместе с полком. Однако казаки отказались взять с собой генерала, мотивируя это тем, что это представляло для них опасность. Как писал впоследствии генерал, не отказ донцов взять его с собой его огорчил, так как он не мог с ними в то время ехать ещё в принципе: не был ещё выполнен долг командующего перед корпусом, состоявший в задаче сбора корпуса и отправки его к генералу А. М. Каледину. Огорчила генерала трусость казаков некогда одной из самых отважных и прославлненных частей Русской армии:

Яд большевизма вошел в сердца людей моего полка, который я считал лучшим, наиболее мне верным, чего же я мог ожидать от остальных?… Одна мысль, одна мечта была у них — домой! Эти люди были безнадежно потеряны для какой бы то ни было борьбы, на каком бы то ни было фронте.— П.Н. Краснов
11-й Донской казачий Генерала от кавалерии графа Денисова полк. Дислоцирован в Волынской губернии. Шифровка на погонах — алая «11.» С 18.10.1915 шифровка изменена на «11.Д.» На головных уборах знаки отличия «За отличиіе в Турецкую войну 1877—1878 годов». На воротниках и обшлагах мундира — одинарные белые петлицы. 1914.26.8. Георгиевское юбилейное знамя образца 1900. Полотнище темно-синее, кайма алая, шитье золотое. Навершие образца 1867 (Г.Арм.) высеребренное. Древко чёрное. «Въ воздаяніе отличныхъ подвиговъ, оказанныхъ въ сраженіяхъ въ минувшую войну противъ Французовъ при Краонъ и Лаонъ» (на отр. Георгиевской ленты). «1570-1814-1914». Спас Нерукотворный. Александровская юбилейная лента «1914 года». 1855.15.3. Георгиевское знамя образца 1831. Полотнище темно-синее, медальоны красные, шитье золотое. Навершие образца 1867 (Г.Арм.) высеребренное. Древко чёрное. «За отличіе въ сраженіи / противъ Турокъ / 4 Іюня 1854 года / за р. Чолокомъ».
12-й Донской казачий Генерал-фельдмаршала графа Потёмкина-Таврического полк. Дислоцирован в Радзивилове Волынской губернии. Шифровка на погонах — алая «12.» С 18.10.1915 шифровка изменена на «12.Д». На головных уборах знаки отличия «За отличиіе в Турецкую войну 1877—1878 годов». При общей казачьей форме полк носил мундиры, чекмени, клапана шинелей и погоны — тёмно-синие, лампасы, верх папахи, околыши, выпушки на погонах и клапанах шинели — алые. На воротниках и обшлагах мундира — одинарные белые петлицы. 1869.29.4. Георгиевское знамя 1832.4.10. полка Шамшева. Рисунок неизвестен. Навершие образца 1867 (Г.Арм.) высеребренное. Древко чёрное. «За оборону / кръпости Баязета / 20 и 21 Іюня 1829 года».
13-й Донской казачий Генерал-фельдмаршала Князя Кутузова-Смоленского полк. Дислоцирован в Белгорай Люблинской губернии. Шифровка на погонах — алая «13.» С 18.10.1915 шифровка изменена на «13.Д.». На головных уборах знаки отличия «За отличиіе в Турецкую войну 1877—1878 годов». При общей казачьей форме полк носил мундиры, чекмени, клапана шинелей и погоны — тёмно-синие, лампасы, верх папахи, околыши, выпушки на погонах и клапанах шинели — алые. На воротниках и обшлагах мундира — одинарные белые петлицы. 1869.29.4. Георгиевское знамя 1831.21.9. полка Басова. Рисунок неизвестен. Навершие образца 1867 (Г.Арм.) высеребренное. Древко чёрное. «За отличіе / въ Персидскую и Турецкую / войны 1827 / и 1828 годовъ».
14-й Донской казачий Войскового Атамана Ефремова полк. Дислоцирован в Бендин Петроковской губернии. Шифровка на погонах — алая «14.» С 18.10.1915 шифровка изменена на «14.Д.». При общей казачьей форме полк носил мундиры, чекмени, клапана шинелей и погоны — тёмно-синие, лампасы, верх папахи, околыши, выпушки на погонах и клапанах шинели — алые. На воротниках и обшлагах мундира — одинарные белые петлицы.1869.29.4. Георгиевское знамя 1831.21.9. полка Леонова. Рисунок неизвестен. Навершие образца 1867 (Г.Арм.) высеребренное. Древко чёрное. «За отличіе / въ Персидскую и Турецкую / войны 1827 / и 1828 годовъ».
15-й Донской казачий Генерала Краснова 1-го полк. Дислоцирован в Томашов Люблинской губернии. Шифровка на погонах — алая «15.» С 18.10.1915 шифровка изменена на «15.Д.». На головных уборах знаки отличия «За отличиіе в Турецкую войну 1877—1878 годов». На воротниках и обшлагах мундира — одинарные белые петлицы. 1869.29.4. Георгиевское знамя 1831.21.9. полка Карпова. Рисунок неизвестен. Навершие образца 1867 (Г.Арм.) высеребренное. Древко чёрное. «За отличіе / въ Персидскую и Турецкую / войны 1827 / и 1828 годовъ».
16-й Донской Казачий Генерала Грекова 8-го полк. Дислоцирован в Могилев-Подольском Подольской губернии. Шифровка на погонах — алая «16.» С 18.10.1915 шифровка изменена на «16.Д.». На воротниках и обшлагах мундира — одинарные белые петлицы. Георгиевское знамя 1831.21.9. полка Сергеева. Рисунок неизвестен. Навершие образца 1867(Г.Арм.) высеребренное. Древко чёрное. «За отличіе / въ Персидскую и Турецкую / войны 1827 / и 1828 годовъ».
17-й Донской казачий Генерала Бакланова полк. Дислоцирован в Новой Ушице Подольской губернии. Комплектовался молодыми казаками из станиц: Распопинской, Клетской, Перекопской, Кременской, Ново-Григорьевской, Старо-Григорьевской Усть-Медведицкого округа Войска Донского. Шифровка на погонах — алая «17.» С 18.10.1915 шифровка изменена на «17.Д.». На воротниках и обшлагах мундира -одинарные белые петлицы. 1869.29.4. Георгиевское знамя 1831.11.11. полка Рыковского. Рисунок неизвестен. Навершие образца 1867 (Г.Арм.) высеребренное. Древко чёрное. «За отличіе / въ Турецкую / войну 1828 / и 1829 годовъ». Состояние плохое. Кроме того полк имел особый флаг, присвоенный ему ПВВ № 285 от 1909 года. На чёрном полотнище флага изображался череп с костями (адамова голова) и белая надпись славянской вязью двумя дугами: вверху — «ЧАЮ ВОСКРЕСЕНІЯ МЕРТВЫХЪ», внизу — «И ЖИЗНИ БУДУЩАГО ВЪКА. АМИНЬ». На оборотной стороне полотнища помещалась шифровка полка «17 п.».
18-й Донской казачий полк сформирован в 1914 году из казаков станиц Хоперского округа. 1869.29.04. Георгиевское знамя 1831.11.11 полка Ильина. Рисунок неизвестен. Навершие образца 1867 (Г.Арм.) высеребренное. Древко чёрное. «За отличіе / въ Турецкую / войну 1828 / и 1829 годовъ».
19-й Донской казачий полк. 04.29.1869 Георгиевское знамя 11.11.1831 полка Чернушкина 2-го. Рисунок неизвестен. Навершие образца 1867 (Г.Арм.) высеребренное. Древко чёрное. «За отличіе / въ Турецкую / войну 1828 / и 1829 годовъ». Состояние плохое. Судьба неизвестна.
- 20-й Донской казачий полк

1856.30.08. Георгиевское знамя образца 1857. Крест синий, шитье серебряное. Навершие образца 1806 (Георгиевское) высеребренное. Древко чёрное. «За отличные / подвиги въ сраженіи / при Кюрукъ-Дара / 24 Іюля 1854 года». Состояние плохое. Судьба неизвестна.
- 21-й Донской казачий полк

1869.29.04. Георгиевское знамя 1831.11.11 полка Борисова-1го. Рисунок неизвестен. Навершие образца 1867 (Г.Арм.) высеребренное. Древко чёрное. «За отличіе / въ Турецкую / войну 1828 / и 1829 годовъ». Состояние плохое. Знамя сожжено в плену в 1917 году.
- 22-й Донской казачий полк

1869.29.04. Георгиевское знамя 1831.11.11 полка Золотарева. Рисунок неизвестен. «За отличіе / въ Турецкую / войну 1828 / и 1829 годовъ». Состояние плохое. Судьба неизвестна.
- 23-й Донской казачий полк

1855.25.09. Георгиевское знамя образца 1831. Полотнище темно-синее, медальоны красные, шитье золотое. Навершие образца 1867 (Г.Арм.) высеребренное. Древко чёрное. «За отличіе въ сраженіи / противъ Турокъ / 17 Іюля 1854 г. / на Чингильскихъ высотахъ». Состояние плохое. Судьба неизвестна.
- 24-й Донской казачий полк

1869.29.04. Георгиевское знамя 1831.11.11 полка Бакланова. Рисунок неизвестен. «За отличіе / въ Турецкую / войну 1828 / и 1829 годовъ». Состояние плохое. Судьба неизвестна.
- 25-й Донской казачий полк

1869.29.04. Георгиевское знамя 1831.11.11 полка Бегидова. Рисунок неизвестен. «За отличіе / въ Турецкую / войну 1828 / и 1829 годовъ». Состояние плохое. Судьба неизвестна.
- 26-й Донской казачий полк

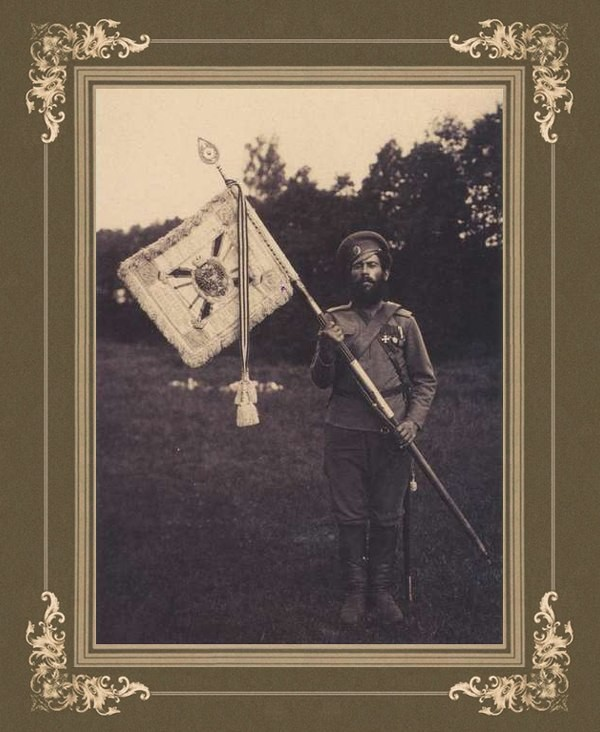
Георгиевский штандарт 26-го Донского казачьего полка образца 1876 года

1878.17.04. Георгиевский штандарт образца 1875. Квадраты красные, шитье серебряное. Навершие образца 1867 (Г.Арм.) высеребренное. Древко темно-зелёное с высеребренными желобками. «За отличіе / въ Турецкую / войну 1828 / и 1829 годовъ / и за двукратный / переходъ / черезъ Балканы / въ 1877 году». Состояние хорошее. Судьба неизвестна.
- 27-й Донской казачий полк

1869.29.04. Простое знамя образца 1857. Крест синий, шитье серебряное. Навершие образца 1857 (Арм.) высеребренное. Древко чёрное. Состояние удовлетворительное. Судьба неизвестна.
- 28-й Донской казачий полк

1869.29.04. Простое знамя образца 1857. Крест синий, шитье серебряное. Навершие образца 1857 (Арм.) высеребренное. Древко чёрное. Состояние удовлетворительное. Судьба неизвестна.
- 29-й Донской казачий полк

1878.17.04. Георгиевский штандарт образца 1875. Квадраты красные, шитье серебряное. Навершие образца 1867 (Г.Арм.) высеребренное. Древко темно-зелёное с высеребренными желобками. «За быстрое / наступленіе и занятіе / Браилова / 13 Апреля 1877 года». Состояние хорошее. Судьба неизвестна.
- 30-й Донской казачий полк

1878.17.04. Георгиевский штандарт образца 1875. Квадраты красные, шитье серебряное. Навершие образца 1867 (Г.Арм.) высеребренное. Древко темно-зелёное с высеребренными желобками. «За Шипку, Ловчу / двукратный / переходъ черезъ / Балканы и / взятіе 50ти орудій при / Канджикляръ / въ 1877 и / 1878 годахъ». Состояние хорошее. Ныне в ГИМ (Москва).
- 31-й Донской казачий полк

1878.17.04. Георгиевский штандарт образца 1875. Квадраты красные, шитье серебряное. Навершие образца 1867 (Г.Арм.) высеребренное. Древко темно-зелёное с высеребренными желобками. «За отличіе / въ Турецкую / войну 1877 / и 1878 годовъ». Состояние хорошее. Судьба неизвестна.
- 32-й Донской казачий полк

1869.29.04. Простое знамя образца 1857. Крест синий, шитье серебряное. Навершие образца 1857 (Арм.) высеребренное. Древко чёрное. Состояние удовлетворительное. Судьба неизвестна.
- 33-й Донской казачий полк

1869.29.04. Простое знамя образца 1857. Крест синий, шитье серебряное. Навершие образца 1857 (Арм.) высеребренное. Древко чёрное. Состояние удовлетворительное. Судьба неизвестна.
- 34-й Донской казачий полк

1869.29.04. Простое знамя образца 1857. Крест синий, шитье серебряное. Навершие образца 1857 (Арм.) высеребренное. Древко чёрное. Состояние удовлетворительное. Судьба неизвестна.
- 35-й Донской казачий полк

1869.29.04. Простое знамя образца 1857. Крест синий, шитье серебряное. Навершие образца 1857 (Арм.) высеребренное. Древко чёрное. Состояние удовлетворительное. Судьба неизвестна.
- 36-й Донской казачий полк

1878.17.04. Георгиевский штандарт образца 1875. Квадраты красные, шитье серебряное. Навершие образца 1867 (Г.Арм.) высеребренное. Древко темно-зелёное с высеребренными желобками. «За отличіе / въ Турецкую / войну 1877 / и 1878 годовъ». Состояние хорошее. Судьба неизвестна.
- 37-й Донской казачий полк

1878.17.04. Георгиевский штандарт образца 1875. Квадраты красные, шитье серебряное. Навершие образца 1867 (Г.Арм.) высеребренное. Древко темно-зелёное с высеребренными желобками. «За отличіе / въ Турецкую / войну 1877 / и 1878 годовъ». Состояние хорошее. Судьба неизвестна.
- 38-й Донской казачий полк

1845.07.05. Георгиевское знамя образца 1831. Полотнище темно-синее, медальоны красные, шитье золотое. Навершие образца 1867 (Г.Арм.) высеребренное. Древко чёрное. «За примърную храбрость / оказанную при победъ / одержан. надъ скопищ. Горцевъ / 3 Іюля 1844 года у села Гилли». Состояние плохое. Судьба неизвестна.
- 39-й Донской казачий полк

1878.17.04. Георгиевский штандарт образца 1875. Квадраты красные, шитье серебряное. Навершие образца 1867 (Г.Арм.) высеребренное. Древко темно-зелёное с высеребренными желобками. «За отличіе / въ Турецкую / войну 1877 / и 1878 годовъ». Состояние хорошее. Судьба неизвестна.
- 40-й Донской казачий полк

1869.29.04. Простое знамя образца 1857. Крест синий, шитье серебряное. Навершие образца 1857 (Арм.) высеребренное. Древко чёрное. Состояние удовлетворительное. Судьба неизвестна.
- 41-й Донской казачий полк

1869.29.04. Простое знамя образца 1857. Крест синий, шитье серебряное. Навершие образца 1857 (Арм.) высеребренное. Древко чёрное. Состояние удовлетворительное. Судьба неизвестна.
- 42-й Донской казачий полк

1869.29.04. Простое знамя образца 1857. Крест синий, шитье серебряное. Навершие образца 1857 (Арм.) высеребренное. Древко чёрное. Состояние удовлетворительное. Судьба неизвестна.
- 43-й Донской казачий полк

1869.29.04. Простое знамя образца 1857. Крест синий, шитье серебряное. Навершие образца 1857 (Арм.) высеребренное. Древко чёрное. Состояние удовлетворительное. Судьба неизвестна.
- 44-й Донской казачий полк

1869.29.04. Простое знамя образца 1857. Крест синий, шитье серебряное. Навершие образца 1857 (Арм.) высеребренное. Древко чёрное. Состояние удовлетворительное. Судьба неизвестна.
- 45-й Донской казачий полк

1869.29.04. Простое знамя образца 1857. Крест синий, шитье серебряное. Навершие образца 1857 (Арм.) высеребренное. Древко чёрное. Состояние удовлетворительное. Судьба неизвестна.
- 46-й Донской казачий полк

1869.29.04. Простое знамя образца 1857. Крест синий, шитье серебряное. Навершие образца 1857 (Арм.) высеребренное. Древко чёрное. Состояние удовлетворительное. Судьба неизвестна.
- 47-й Донской казачий полк

1869.29.04. Простое знамя образца 1857. Крест синий, шитье серебряное. Навершие образца 1857 (Арм.) высеребренное. Древко чёрное. Состояние удовлетворительное. Судьба неизвестна.
- 48-й Донской казачий полк

1869.29.04. Простое знамя образца 1857. Крест синий, шитье серебряное. Навершие образца 1857 (Арм.) высеребренное. Древко чёрное. Состояние удовлетворительное. Судьба неизвестна.
- 49-й Донской казачий полк

1869.29.04. Простое знамя образца 1857. Крест синий, шитье серебряное. Навершие образца 1857 (Арм.) высеребренное. Древко чёрное. Состояние удовлетворительное. Судьба неизвестна.
- 50-й Донской казачий полк

1869.29.04. Простое знамя образца 1857. Крест синий, шитье серебряное. Навершие образца 1857 (Арм.) высеребренное. Древко чёрное. Состояние удовлетворительное. Судьба неизвестна.
- 51-й Донской казачий полк

1869.29.04. Простое знамя образца 1857. Крест синий, шитье серебряное. Навершие образца 1857 (Арм.) высеребренное. Древко чёрное. Состояние удовлетворительное. Судьба неизвестна.
- 52-й Донской казачий полк.

1869.29.04. Простое знамя образца 1857. Крест синий, шитье серебряное. Навершие образца 1857 (Арм.) высеребренное. Древко чёрное. Состояние удовлетворительное. Судьба неизвестна.
- 53-й Донской казачий полк

1915.03.03. (1869.29.04) Простое знамя образца 1857. Крест синий, шитье серебряное. Навершие образца 1857 (Арм.) высеребренное. Древко чёрное. Состояние удовлетворительное. Судьба неизвестна.
- 54-й Донской казачий полк

1915.03.03. (1869.29.04) Простое знамя образца 1857. Крест синий, шитье серебряное. Навершие образца 1857 (Арм.) высеребренное. Древко чёрное. Состояние удовлетворительное. Судьба неизвестна.
- 55-й Донской казачий полк

1915.03.03. (1869.29.04) Простое знамя образца 1857. Крест синий, шитье серебряное. Навершие образца 1857 (Арм.) высеребренное. Древко чёрное. Состояние удовлетворительное. Судьба неизвестна.
- 56-й Донской казачий полк

1915.03.03. (1869.29.04) Простое знамя образца 1857. Крест синий, шитье серебряное. Навершие образца 1857 (Арм.) высеребренное. Древко чёрное. Состояние удовлетворительное. Судьба неизвестна.
- 57-й Донской казачий полк

1915.03.03. (1869.29.04) Простое знамя образца 1857. Крест синий, шитье серебряное. Навершие образца 1857 (Арм.) высеребренное. Древко чёрное. Состояние удовлетворительное. Судьба неизвестна.
- 58-й Донской казачий полк

1915.03.03. (1869.29.04) Простое знамя образца 1857. Крест синий, шитье серебряное. Навершие образца 1857 (Арм.) высеребренное. Древко чёрное. Состояние удовлетворительное. Судьба неизвестна.

### Лагерные сборы
Черкасский — на речке Грушевке близ хут. Власова и артиллеристы — при хут. Персиановском;
Донецкий — близ хут. Сетракова, Мигулинской станицы, близ слободы Тарасовой;
1-й Донской — на речке Белой в юрте Чертковской станицы;
2-й Донской — близ ж.-дор. ст. „Чир“ в юрте Верхне-Чирской станицы;
Усть-Медведецкий — близ хут. Фролова, Кременской станицы;
Хопёрский — на ярмарочном участке близ станицы Урюпинской;
Сальский — на балке Зангате.

## Артиллерийские батареи первой очереди

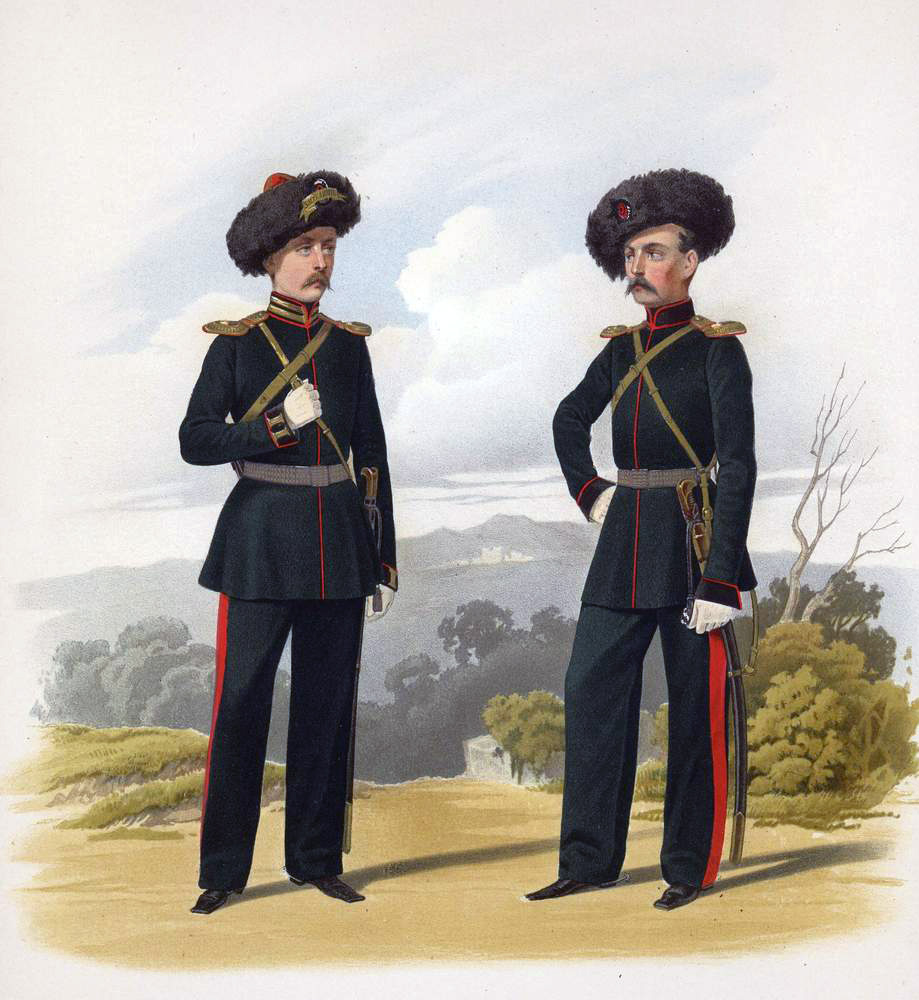
Обер-Офицеры Донских Казачьих Конно-Артиллерийских батарей №№ 2-го и 4-го. 1855 год.

- Лейб-Гвардии 6-я Донская Казачья Его Величества батарея (1-й дивизион Гвардейской конно-артиллерийской бригады)
- 1-я Донская казачья батарея[10][11][12][13][14]
- 2-я Донская казачья батарея (3-й Донской казачий дивизион, 10-я кавалерийская дивизия)
- 3-я Донская казачья батарея (3-й Донской казачий дивизион, 10-я кавалерийская дивизия)
- 4-я Донская казачья батарея (2-й Донской казачий дивизион, 12-я кавалерийская дивизия)
- 5-я Донская казачья батарея (2-й Донской казачий дивизион, 12-я кавалерийская дивизия)
- 6-я Донская казачья батарея (1-й Донской казачий дивизион, 1-я Донская казачья дивизия)
- 7-я Донская казачья батарея (1-й Донской казачий дивизион, 1-я Донская казачья дивизия)

## Другие части, полковые звенья по мобилизационному плану и сборные пункты
- Отдельные донские казачьи сотни — полковые звенья и сборные пункты
- Донские местные команды
- Донская пешая бригада — состояла из 4 (позже 6) донских пеших батальонов бригада, усиленная пулемётной командой 7-го Кубанского пластунского батальона. Воевала на Кавказском фронте. Единственная пешая бригада степовых войск, сражавшаяся на фронтах Первой мировой.